# Буви, Шарли
Шарль (Шарли) Буви (фр. Charles (Charly) Bouvy, 2 декабря 1942, Уккел, Бельгия — 31 марта 2003) — бельгийский бобслеист и хоккеист (хоккей на траве), полузащитник.

## Биография
Шарли Буви родился 2 декабря 1942 года в бельгийском городе Уккел.
В 1964 году вошёл в состав сборной Бельгии по бобслею на зимние Олимпийские игры в Инсбруке. Занял последнее, 17-е место в соревнованиях четвёрок, выступая вместе с Жаном де Кравезом, Тьери де Боршгравом, Камилем Льенаром и Жаном-Мари Бюиссе.
В 1968 году вошёл в состав сборной Бельгии по хоккею на траве на Олимпийских играх в Мехико, занявшей 9-е место. Играл на позиции полузащитника, провёл 4 матча, мячей не забивал.
В 1972 году вошёл в состав сборной Бельгии по хоккею на траве на Олимпийских играх в Мюнхене, занявшей 10-е место. Играл на позиции нападающего, провёл 8 матчей, мячей не забивал.